# Richard Lovell Edgeworth
Richard Lovell Edgeworth (31 de mayo de 1744 - 13 de junio de 1817) fue un escritor e inventor inglés.

## Biografía
Edgeworth nació en Pierrepont Street, Bath, Inglaterra, nieto de Sir Salathiel Lovell mediante su hija, Jane Lovell.
Fue el padre de Maria Edgeworth y de otros 21 hijos (con cuatro esposas), y el abuelo de Francis Ysidro Edgeworth.
Fue alumno del Trinity College de Dublín y de Oxford, y ha creado, entre otros objetos, una máquina para medir el tamaño de una parcela de tierra. También revolucionó los sistemas educativos de su época. Inventó el tractor oruga en 1770.
Vivió en Irlanda en su finca de Edgeworthstown, County Longford en donde mejoró los pantanos y las carreteras. Formó parte del Parlamento de Grattan y abogó por la emancipación católica y por la reforma parlamentaria. Falleció en Edgworthstown el 13 de junio de 1817.